# Durgula lycii
Durgula lycii är en insektsart som beskrevs av Alexander Fyodorovich Emeljanov 1964. Durgula lycii ingår i släktet Durgula och familjen dvärgstritar. Inga underarter finns listade i Catalogue of Life.